# Chuy
Chuy  es una ciudad uruguaya del departamento de Rocha, y es sede del municipio homónimo. Hace frontera con la ciudad de Chuí (Brasil), con la cual forma una misma conurbación. Chuy es la segunda ciudad más poblada del departamento de Rocha, con 13 538 habitantes de acuerdo al censo de 2023.

## Ubicación
La ciudad se encuentra situada en la zona noreste del departamento de Rocha, junto a la frontera con Brasil, al este de la cuchilla Angostura, y junto al arroyo Chuy. Se accede a ella por las rutas nacionales 9 y 19.

## Origen del término
La palabra Chuy, según la mayoría de los estudiosos, proviene de la lengua tupí guaraní. Con ella, los indígenas habrían designado al pequeño arroyo en cuyas riberas habría de surgir durante el siglo XIX la población que hoy lleva ese nombre. A su vez, el antropólogo y escritor Daniel Granada sostiene que “chuí” era el nombre que los indígenas daban a un pájaro de pecho amarillo, autóctono y común en los bañados de la zona. Por su parte, el escritor Tancredo Blotta dice que 'chuy' es una palabra compuesta y que puede traducirse como "río de agua parda" (ya que "y" significaba río).
El historiador brasileño Péricles Azambuja alude a una versión según la cual la palabra sería de origen araucano (primitivamente Chyué) y habría sido traída por los antiguos charrúas o alguna tribu anterior, tal vez los chanás, cuando emigraron desde aquellas regiones andinas. Otras versiones etimológicas hablan de una rana o sapo pequeño del agua, de una tortuga pequeña o incluso de un caballo de escasas proporciones. Quienes defienden alguna de ellas se basan en el hecho de que el arroyo, como curso de agua, es insignificante, comparado con otros de la geografía de la zona.
También se menciona un posible origen quechua, de la palabra achuy, cuyo significado era “achira”, aunque también poseía el significado de "enseñar" a través de la narración oral. Chuy’o sería "maestro" o "narrador". Se hallaría estrechamente relacionado con la tribu nativa que ocupó la región, los Arachuy (Arachanes en español).

## Historia
A fines del siglo XVII Portugal y España iniciaron la ocupación de la Banda Oriental, también llamada "Banda vaquería", sucediéndose las fundaciones de Colonia del Sacramento en 1680, Montevideo en 1726, el Fuerte de San Miguel en 1737 y la Fortaleza de Santa Teresa en 1762. La firma del Tratado de Madrid, llamado de Permuta, el 13 de enero de 1750 determinó las jurisdicciones americanas de ambas coronas "para que en ningún tiempo se confundan ni den origen a disputas".
Los límites entre ambas posesiones se situaban en Castillo Grande, entre la desembocadura del arroyo Valizas y el Cabo Polonio, donde se asentaron los primeros marcos divisorios. Ese tratado caducó en 1761 con la firma del Tratado de El Pardo. En Europa sobrevino la Guerra de los Siete Años. Por entonces, Pedro de Cevallos desalojó a los portugueses de Colonia, Santa Teresa y San Miguel, pasó por Chuy y dominó el sur riograndense. La situación fue inestable y, después de idas y venidas, se llegó a la firma del Tratado de San Ildefonso el 1 de octubre de 1777. Con él culminaría el largo pleito de las dos potencias por la demarcación de sus dominios en Sudamérica.
Colonia volvió a ser española y Portugal afianzó su expansión hacia el oeste de la línea de Tordesillas. El territorio entre Chuy y Taim pasó a denominarse "Campo Neutral". En ese suelo ni portugueses ni españoles podían localizar tropas o campamentos ni permitir afincarse a sus súbditos. Con el tiempo, España perdería ascendencia sobre estos territorios.
Por orden del Gobernador de Montevideo José Joaquín de Viana, hacia 1751 se crearon "guardias coloniales", puestos militares de frontera. A ambos lados del arroyo Chuy se levantaron guardias, resultado de los intereses y relaciones que primaron en las Cortes de las coronas españolas y portuguesas. En 1753 los portugueses establecieron una guardia en la margen del arroyo Chuy, que comprendía una porción de estancia que se extendía 16 leguas hasta Castillo Grande. En 1760 el sargento Pedro de Lara recibió la misión "muy secreta" de ir a la estancia de Félix José, el portugués, en Castillo Chico y a la frontera de la Banda Oriental a informar con toda cautela "si los portugueses se mantienen aún en los fuertes de San Miguel, San Gonzalo y en la Guardia del Chuy”.
En 1762 luego de la rendición de Colonia del Sacramento, Pedro de Cevallos se dirigió a los portugueses, exigiendo el "desalojo del río Yacuí y de las zonas de Rio Pardo, Santo Amaro, Río Grande, San Gonzalo, San Miguel y Guardia del Chuy, con todas sus estancias, así como también de las islas Martín García y Dos Hermanas". En 1763, al crearse la Comandancia Militar de Maldonado, entre los cometidos confiados estaban "la defensa y seguridad del Puerto de Maldonado y su isla y el sostén de las posesiones españolas que tenemos hasta Río Grande". Según investigaciones realizadas para el trabajo "Tratado de límites y defensa de fronteras" por la maestra Lilián López, la guardia de Chuy se habría ubicado en territorio brasileño, al oeste del actual balneario "Alborada" (Barra del Chuy brasileña).
Con motivo de la demarcación de los límites hispano-lusitanos, tanto España como Portugal trasladaron al lugar una importante cantidad de hombres de ciencia de la época. Los trabajos comenzaron en febrero de 1784 en la Guardia de Chuy.
En 1826 se presume que ya había un caserío en Chuy, ya que Leonardo Olivera, luego de la célebre Sableada del Chuy, el primer día del año, escribió que tomó por sorpresa a los brasileños, "quedando muertos, como ya dije a V.E. sobre veinte, un Capitán y un soldado herido, los cuales dejé en una casa del mismo Chuy, por no tener como conducirlos, para que aquella familia los tratase de curar". En el plano de la zona realizado por Emilio Laviña en 1861 figuran el casco de una estancia, puestos y una pulpería perteneciente a la firma Peyre Seijó y Cia. Además de este comercio de ramos generales e importación de productos, consta que existió allí una droguería y un maestro llamado Marcelino Villazuso, que dictó clases particulares durante muchos años. La creciente importancia de esta frontera, así como la existencia de puestos militares del lado brasileño, motivaron a las autoridades a que en 1872 instalara una comisaría o Comandancia de Frontera dependiendo de Maldonado.
En 1888 el poblado fue reconocido como tal por las autoridades departamentales. La Junta Económica Administrativa de Rocha instó a los vecinos a constituir una comisión vecinal (primeras autoridades para atender los asuntos locales) y estos se agruparon comunicándolo de inmediato a la junta rochense.
Uruguay y Brasil heredaron las diferencias resultantes de los constantes litigios, que serían enmendadas en reiterados tratados limítrofes con la colocación de los marcos fronterizos en el siglo XX. El 7 de mayo de 1913 se firmó una Convención modificando el límite en el arroyo San Miguel. El 20 de diciembre de 1933 se estableció el Estatuto Jurídico de la Frontera y el 21 de julio de 1972 se intercambiaron notas reversales sobre el frente marítimo a la altura de la desembocadura del arroyo Chuy.
Por ley 9758 del 14 de enero de 1938 Chuy fue reconocido como pueblo. El 29 de junio de 1961 fue elevado a la categoría de villa por ley 12887. Finalmente, el 11 de diciembre de 1981 se declaró a Chuy como ciudad a través de la ley 15227.
Con la ley 18567 de descentralización política y participación ciudadana de 2009, Chuy se transformó en municipio, siendo elegida alcaldesa para el periodo 2010-2015, Mary Urse.

## Características

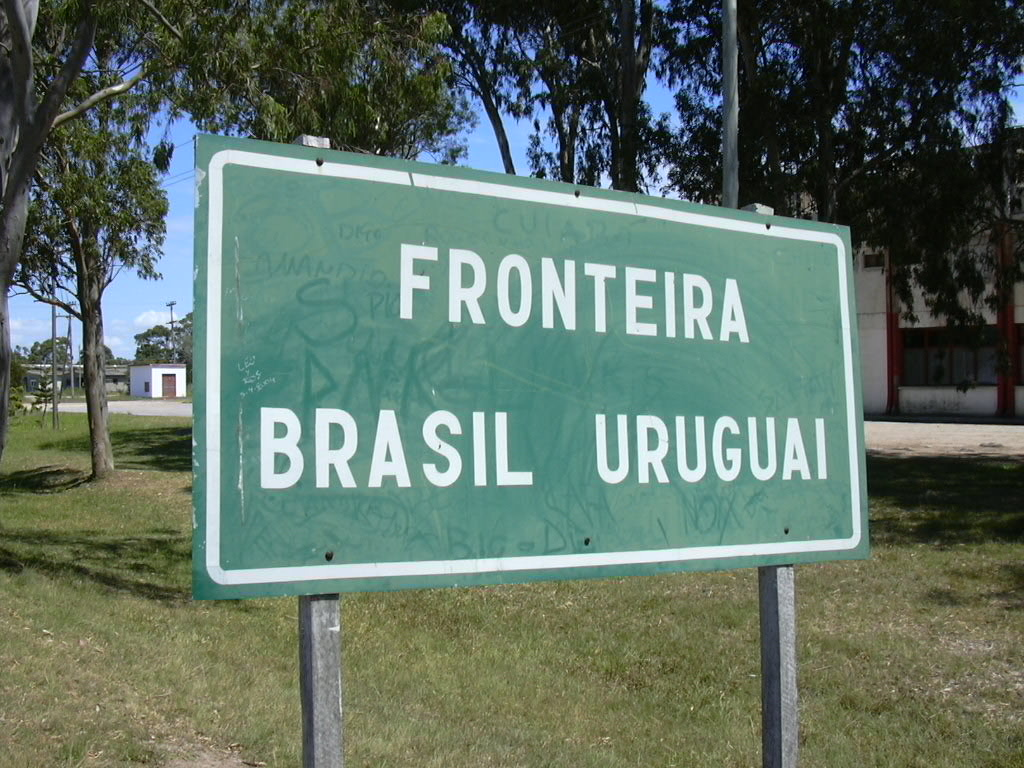
Frontera Uruguay-Brasil en Chuy.

Chuy es una localidad fronteriza separada de la brasileña ciudad de Chuí por una calle compartida entre ambas ciudades, la llamada "Avenida Internacional", que, del lado uruguayo lleva el nombre de "Avenida Brasil" y, del lado brasileño, de "Avenida Uruguay". Está ubicada en el kilómetro 340 de la Ruta N.º 9, punto de encuentro con la ruta brasileña BR 471.
La gran aglomeración de comercios, tanto en el margen uruguayo como el brasileño, hacen de esta ciudad un "shopping a cielo abierto", donde las compras son su mayor atractivo, tanto por los precios como por la variedad de productos. De lado uruguayo existen numerosas tiendas libres de impuestos ("free shops"), en los que se pueden conseguir artículos importados a bajos precios.
Chuy dispone de una adecuada infraestructura hotelera y una oferta gastronómica variada. Todos los años, autoridades locales y departamentales, empresarios, organizaciones y vecinos de las ciudades de Chuy y Chuí organizan las fiestas de carnaval conocidas como El Carnaval Sin Fronteras. Participan en esta fiesta escolas do samba de Río Grande do Sul, Pelotas, Santa Vitória do Palmar, Chuí, y agrupaciones de Montevideo, Maldonado, Rocha, y Lascano, entre otros.
En su entorno se encuentran las localidades de Barra del Chuy, La Coronilla, 18 de Julio y San Luis al Medio. Del lado brasileño se encuentra la vecina villa de Chuí, la ciudad de Santa Vitória do Palmar y los balnearios Barra do Chuí y Hermenegildo.

## Población
Según el censo del año 2023 la ciudad contaba con una población de 13538 habitantes.
| 2881          | 4521 | 8257 | 9804 | 10 401 | 9675 | 13 538 |
| (Fuente: INE) |      |      |      |        |      |        |

## Atractivos turísticos

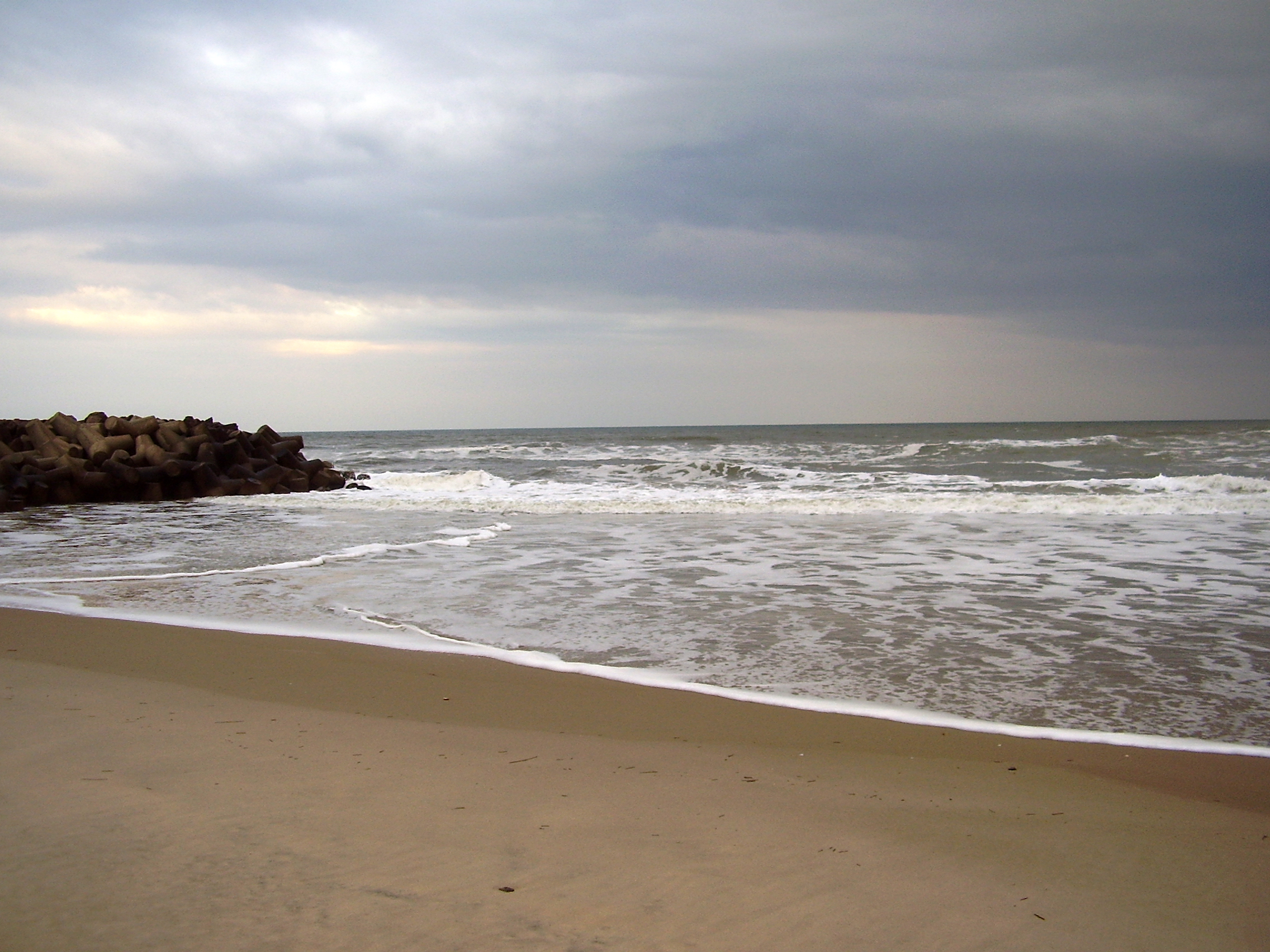
Balneario Barra del Chuy.

Fuerte de San Miguel: se encuentra a poco más de 7 kilómetros al oeste de la ciudad, y tiene el Museo de Historia Militar con una valiosa colección histórica.
Fortaleza de Santa Teresa: se encuentra a a 30 kilómetros de Chuy, es un emblema en la historia nacional que impacta a sus visitantes por la colosal magnitud de su arquitectura. Fue construida entre 1762 y 1775.
Barra del Chuy: balneario situado a ocho kilómetros, situado entre el Atlántico y el Arroyo Chuy.